# Das Supertalent
 (mai 2018).
Si vous disposez d'ouvrages ou d'articles de référence ou si vous connaissez des sites web de qualité traitant du thème abordé ici, merci de compléter l'article en donnant les références utiles à sa vérifiabilité et en les liant à la section « Notes et références ».
Das Supertalent est une émission de télévision allemande. 
Elle est diffusée sur RTL depuis le 20 octobre 2007 et présenté par Daniel Hartwich. C'est la version allemande de La France a un incroyable talent. Le but y est le même, c'est-à-dire trouver un talent à partir de prestation de candidats dans plusieurs disciplines (chant, danse, contorsion, acrobatie, dressage d'animaux, , etc.,.). Les candidats sont d'abord jugés par un jury professionnel et en finale le gagnant est choisi par le télévote du public. Le juge principal est Dieter Bohlen, c'est le seul présent dans toutes les saisons. La douzième saison commence en septembre 2018.
En 2017, le gagnant de l'émission est Alexa, une enfant de 10 ans qui mène un numéro de chiens, et le prix remporté pour cette victoire est de 100 000 euros,. Focus signale une « fraude », dans la mesure où le véritable génie derrière ce numéro de chiens est le père d'Alexa. Mais selon Stern, il n'a pas été caché que le père d'Alexa lui aussi était dresseur de chiens,.

## Critique
D'après Die Welt, l'aspect positif de cette émission est de permettre à des personnes dont les talents n'ont pas encore été découverts d'avoir une chance de les présenter et de les dévoiler. Mais il y a un revers : l'émission est aussi cruelle, dans le sens où elle permet de voir que des gens rêvent de devenir célèbres mais ne possèdent en réalité pas le niveau adéquat. Leur passage dans l'émission le révèle et peut les ridiculiser, les spectateurs de l'émission prenant plaisir selon Die Welt à baisser leur pouce pour signifier leur mauvaise appréciation du numéro présenté.

## Jury
| Saison | Commencement      | Fin              | Gagnant                   | Numéro du gagnant    | Chaîne | Invités                            | Jurés                                                            | Réf    |
| ------ | ----------------- | ---------------- | ------------------------- | -------------------- | ------ | ---------------------------------- | ---------------------------------------------------------------- | ------ |
| 1      | 20 octobre 2007   | 3 novembre 2007  | Ricardo Marinello         | Opera chanteur       | RTL    | Marco Schreyl                      | Dieter Bohlen Ruth Moschner André Sarrasani                      | [ 8 ]  |
| 2      | 18 octobre 2008   | 22 novembre 2008 | Michael Hirte             | Joueur Harmonica     | RTL    | Marco Schreyl Daniel Hartwich      | Dieter Bohlen Bruce Darnell Sylvie Meis                          | [ 9 ]  |
| 3      | 16 octobre 2009   | 20 décembre 2009 | Yvo Antoni                | Numéro de chien      | RTL    | Marco Schreyl Daniel Hartwich      | Dieter Bohlen Bruce Darnell Sylvie Meis                          | [ 10 ] |
| 4      | 24 septembre 2010 | 18 décembre 2010 | Freddy Sahin-Scholl       | Chanteur en duo      | RTL    | Marco Schreyl Daniel Hartwich      | Dieter Bohlen Bruce Darnell Sylvie Meis                          | [ 11 ] |
| 5      | 16 septembre 2011 | 17 décembre 2011 | Leo Rojas                 | Flûtiste             | RTL    | Marco Schreyl Daniel Hartwich      | Dieter Bohlen Sylvie Meis Motsi Mabuse                           | [ 12 ] |
| 6      | 15 septembre 2012 | 16 décembre 2012 | Jean-Michel Aweh          | Pianiste et chanteur | RTL    | Daniel Hartwich                    | Dieter Bohlen Thomas Gottschalk Michelle Hunziker                | [ 13 ] |
| 7      | 28 septembre 2013 | 14 décembre 2013 | Lukas & Falco             | Numéro de chien      | RTL    | Daniel Hartwich                    | Dieter Bohlen Lena Gercke Guido Maria Kretschmer Bruce Darnell   | [ 14 ] |
| 8      | 27 septembre 2014 | 20 décembre 2014 | Marcel Kaupp              | chanteur             | RTL    | Daniel Hartwich                    | Dieter Bohlen Lena Gercke Guido Maria Kretschmer Bruce Darnell   | ,      |
| 9      | 19 septembre 2015 | 12 décembre 2015 | Jay Oh                    | chanteur             | RTL    | Daniel Hartwich                    | Dieter Bohlen Inka Bause Bruce Darnell                           | [ 17 ] |
| 10     | 10 septembre 2016 | 17 décembre 2016 | Angel Flukes              | chanteur             | RTL    | Daniel Hartwich                    | Dieter Bohlen Victoria Swarovski Bruce Darnell                   | [ 18 ] |
| 11     | 16 septembre 2017 | 16 décembre 2017 | Alexa Lauenburger         | Numéro de chien      | RTL    | Daniel Hartwich                    | Dieter Bohlen Nazan Eckes Bruce Darnell                          | [ 19 ] |
| 12     | 15 septembre 2018 | 15 décembre 2018 | Stevie Starr              | artiste              | RTL    | Daniel Hartwich                    | Dieter Bohlen Sylvie Meis Bruce Darnell                          | [ 20 ] |
| 13     | 3 Août 2019       | 14 Décembre 2019 | Christian Stoinev & Percy | Numéro de chien      | RTL    | Daniel Hartwich                    | Dieter Bohlen Sarah Lombardi (de) Bruce Darnell                  | [ 21 ] |
| 14     | 17 Septembre 2020 | 19 Décembre 2020 |                           |                      | RTL    | Daniel Hartwich Victoria Swarovski | Dieter Bohlen Chris Tall (de) Evelyn Burdecki (de) Bruce Darnell | [ 22 ] |

Note : TBD signifie to be defined, soit « pas encore défini » et TBA signifie to be annonced, soit « pas encore annoncé ».